# Paul-Janes-Stadion
El Paul-Janes-Stadion es un estadio de fútbol ubicado en la ciudad de Düsseldorf en el estado de Renania del Norte-Westfalia.

## Historia
El estadio fue construido en 1930 por el Fortuna Düsseldorf conocido con el nombre Flinger Broich, aunque el nombre oficial del estadio era Fortunaplatz luego de que el club se volviera profesional, siendo la sede del club hasta 1972 cuando se mudaron al Rheinstadion y de paso lo vendieron al gobierno local y de paso le cambiaran el nombre por el actual en 1990 por el exfutbolista Paul Janes.
En sus primeron años en la Bundesliga fue la sede del club mientras renovaban su estadio oficial para la liga profesional. La sede fue renovada en 2001 y el Fortuna Düsseldorf II juega sus partidos de local en el estadio luego de que el Rheinstadion fuera demolido y el primer equipo pasara a jugar en el Lena-Arena.
La renovación incluyó ampliación en su capacidad que costaron cinco millones de euros y desde 2007 lo usa el Fortuna Düsseldorf II y los equipos menores del Fortuna Düsseldorf, a pesar de que el estadio cuenta con autorización para ser utilizado en partidos de Bundesliga de Alemania.

## Números
- Capacidad: 7200 espectadores
- Asientos: 2280 (bajo techo)
- Tribunas para locales: 3550
- Tribunas para visitantes: 1370
- Récord de asistencia: 36 000 (1950, ante el FC Schalke 04; 2:3)

## Galería

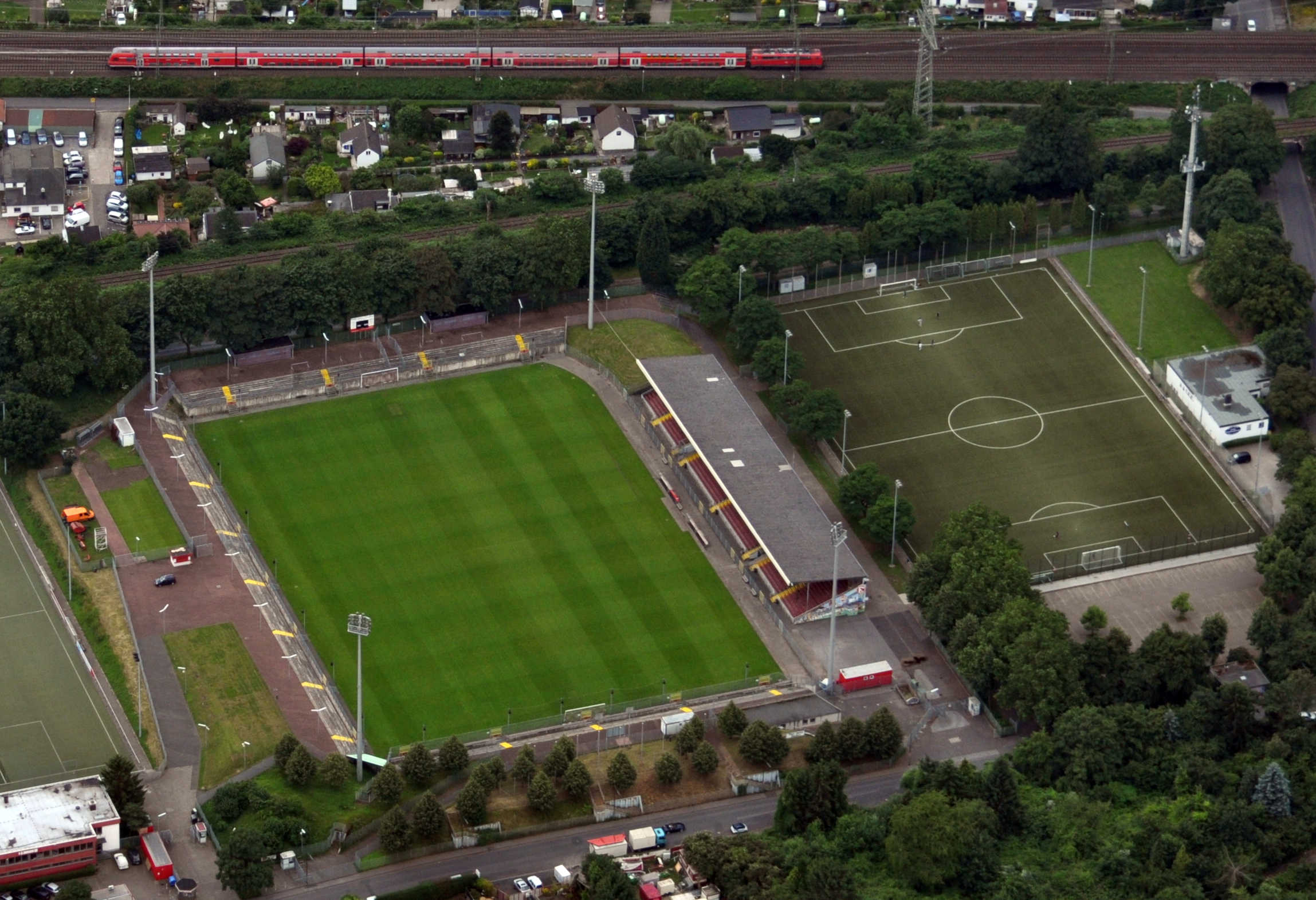
Estadio en 2016.